# Бранко Ановић
Бранко Ановић (Панчево, 13. мај 1865 — Панчево, 24. април 1895) био је српски професор хемије, хемијске технологије, минералогије и геометријско цртање и хемичар у лабораторији Министарства финансија у Краљевини Србији.

## Живот и каријера
Рођен је у Панчеву  13. мај 1865. године. Основну школу је завршио у Панчеву, гимназију у Сремским Карловцима, а Велику школу у Београду. Школовао се и у Темишвару и Бечу. У Бечу је био уредник књижевног листа Немање и учесник у раду српског академског друштва Зора.
Од 1888. године у првим годинама професорске каријере обављао је дужност професора Српске краљевске велике реалке у Београду. У њој је ђацима предавао, хемију, хемијску технологију, минералогију и геометријско цртање.
Од 1894. године радио је као инспектор у Министарства финансија као оснивач хемијске лабораторије при београдској царинарници и први управника ове лаборторије. После стављање лабораторије уј пуну функцију враћен је на дужност професора Српске краљевске велике реалке у Београду.
Преминуо је 24. април 1895, године у 29/30. години живота од туберкулозе. Сахрањен је на панчевачком гробљу.

## Дело
Бранко Ановић је поред школовања бројних генерација реалке у Београду обавио и велики број хемијских анализа на територији Београда и Краљевине Србије, од којих су најзначајније анализе:
- пијаћих вода и минералних вода Београда и Србије,
- анализи лажног новца,
- анализи отрованих лешева.
- анализи  старосрбијанских и македонских  вина.

Објавио је више стручних радова на српском и немачком језику.

## Признања
Једна улица у Панчеву носи његово име. Ова улица припада територији Месне заједнице „Центар“. Под овим називом постоји од 1946. године, а простире се од Жарка Зрењанина до Максима Горког.